# Прутяну, Аглае
Аглае Прутяну (урождённая Аглае Теодору) (рум. Aglae Pruteanu; 22 октября 1866, Васлуй — 28 марта 1941, Яссы) — румынская и молдавская театральная актриса

.

## Биография
Училась в частном пансионе и в Консерватории драматического искусства в Яссах. Дебютировал на сцене Национального театра в Яссах в 1886 году, где играла вместе с А. Романеску.
В течение 44 лет исполняла роли в классических драмах Шекспира, Л. Толстого, Г. Ибсена, А. Дюма (сына) В. Александри и других, в том числе Офелия, Джульетта, Дездемона, Нора, Андромаха, Оана, Анна Каренина.
Похоронена на кладбище «Eternitatea» в Яссах.

## Память
Перед Национальным театром в Яссах установлен бюст Аглае Прутяну.